# Магістральний нафтопровід

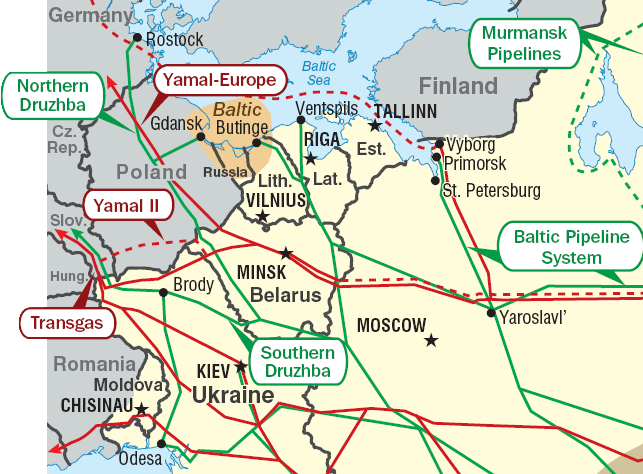
Нафтопроводи Східної Європи.

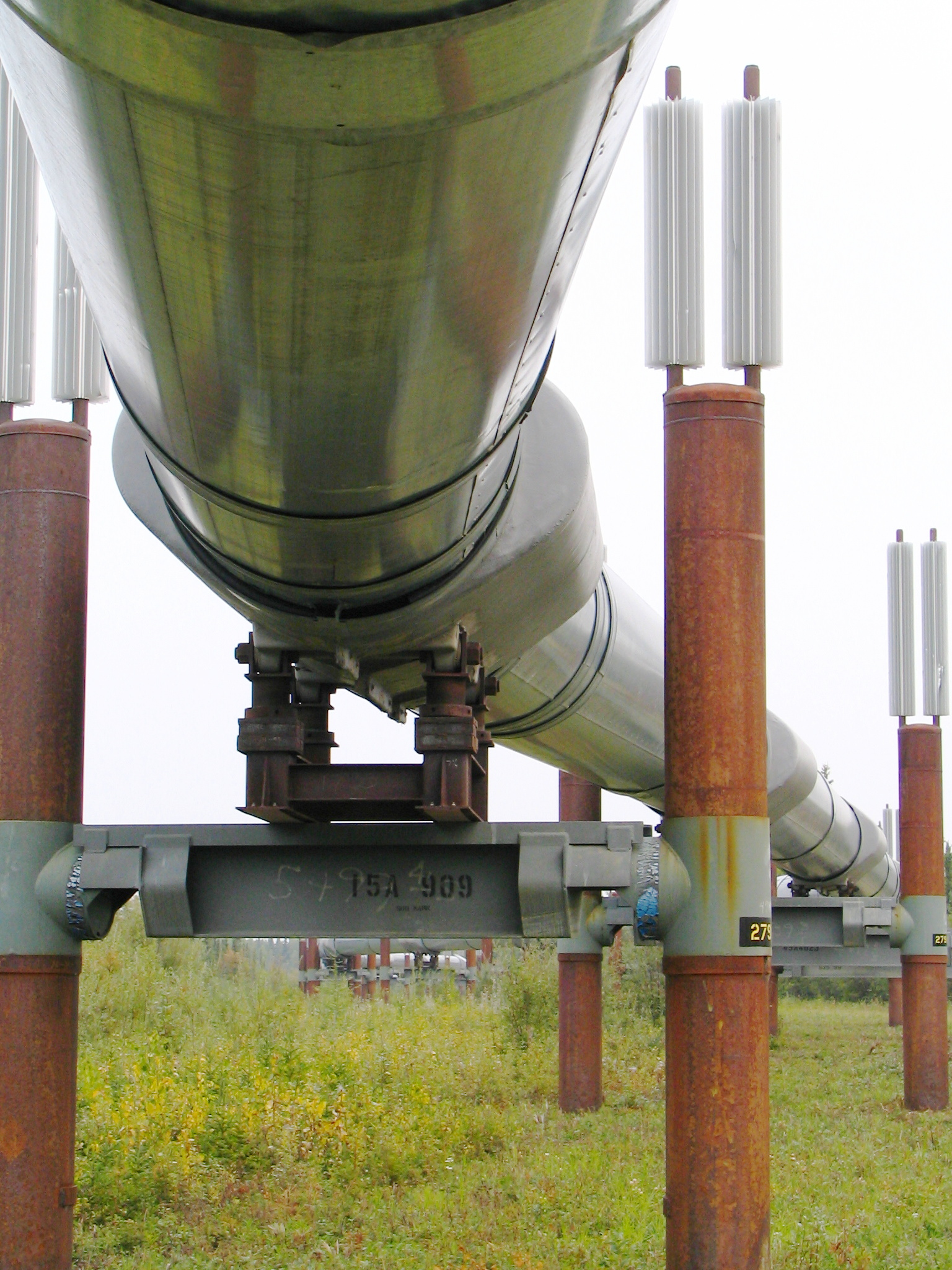
Надземна частина трансаляскинського нафтопроводу

Магістральний нафтопровід (рос. нефтепровод магистральный; англ. oil main, oil-trunk pipeline, нім. Haupterdölleitung f) — комплекс споруд для транспортування нафти від пункту видобування до споживачів (нафтопереробного заводу або перевалочних нафтобаз).
Споруджуються із сталевих труб діаметром до 1220 мм на робочий тиск від 5,5 до 6,4 МПа, пропускна здатність до 90 млн тонн нафти на рік.

## Історія
Проєкт «Прибережний трубопровід» довжиною 110 миль що поєднував Нафтовий район Пенсильванії у США з Редінгською залізницею — перший масштабний магістральний нафтопровід. Запущений у травні 1879 р.
Компанія «Стандарт ойл» у кінці ХІХ ст. збудувала чотири свої нафтопроводи з Нафтового району — до Клівленда, Нью-Йорка, Філадельфії та Буффало, створивши першу систему нафтопроводів США.

## Різновиди
Магістральні нафтопроводи прокладаються підземним, надземним і наземним способами і захищаються від корозії нанесенням ізоляційних покриттів, а також з допомогою катодного і дренажного захисту. До складу магістральних нафтопроводів входять трубопроводи, лінійна арматура, головна і проміжні нафтоперекачувальні станції, лінійні і допоміжні споруди.

## Магістральні нафтопроводи України
Територією України проходять одні з найбільших у світі магістральних нафтопроводів (система нафтопроводів «Дружба»). Найважливішим новим магістральним нафтопроводом на території України є нафтопровід «Одеса — Броди», що став до ладу на початку XXI ст. (продуктивність понад 6 млн т на рік, проєктна потужність — 14,5 млн тонн нафти на рік).